# Công binh xưởng Hoàng gia ở Warszawa

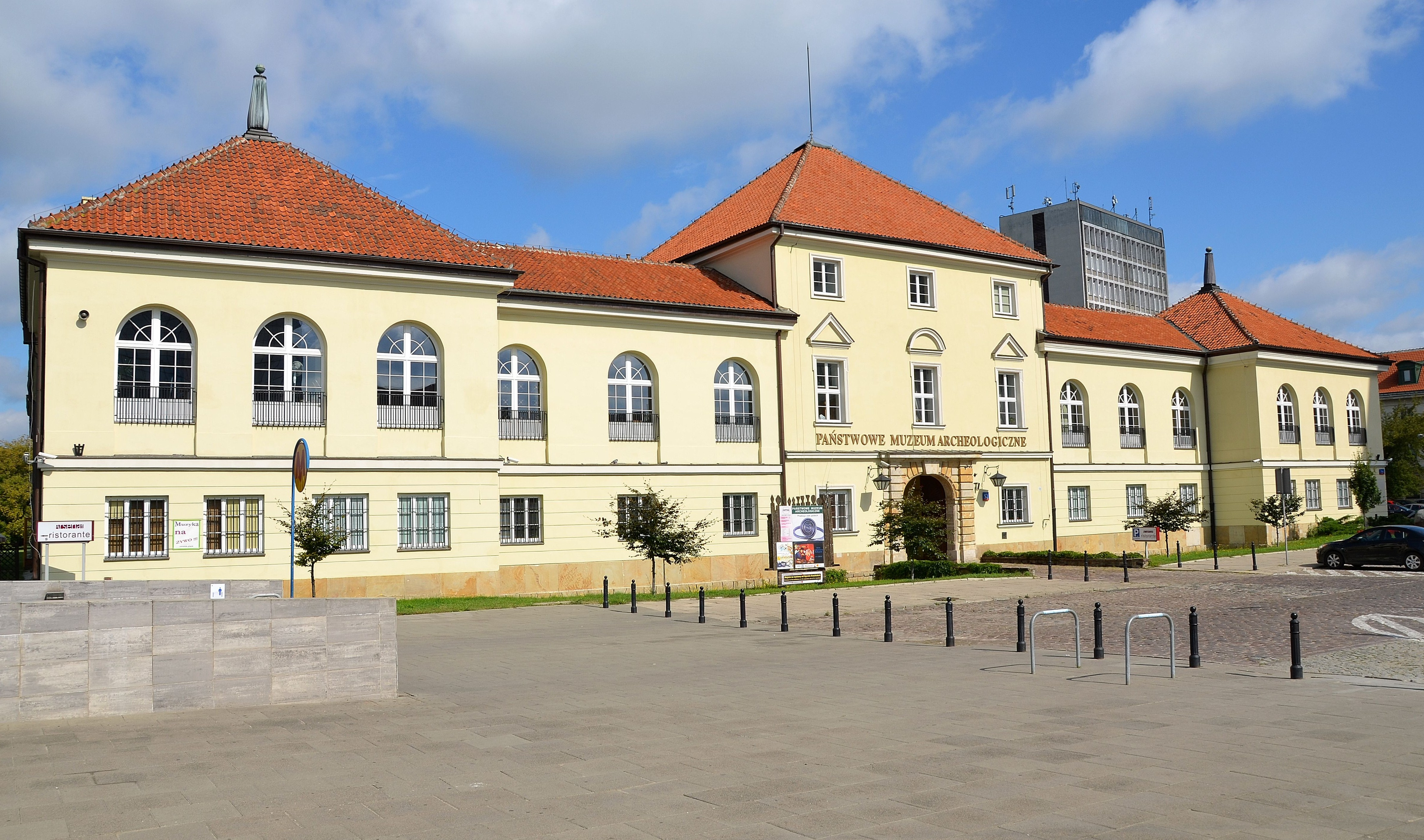
Warsaw Arsenal - hiện tại

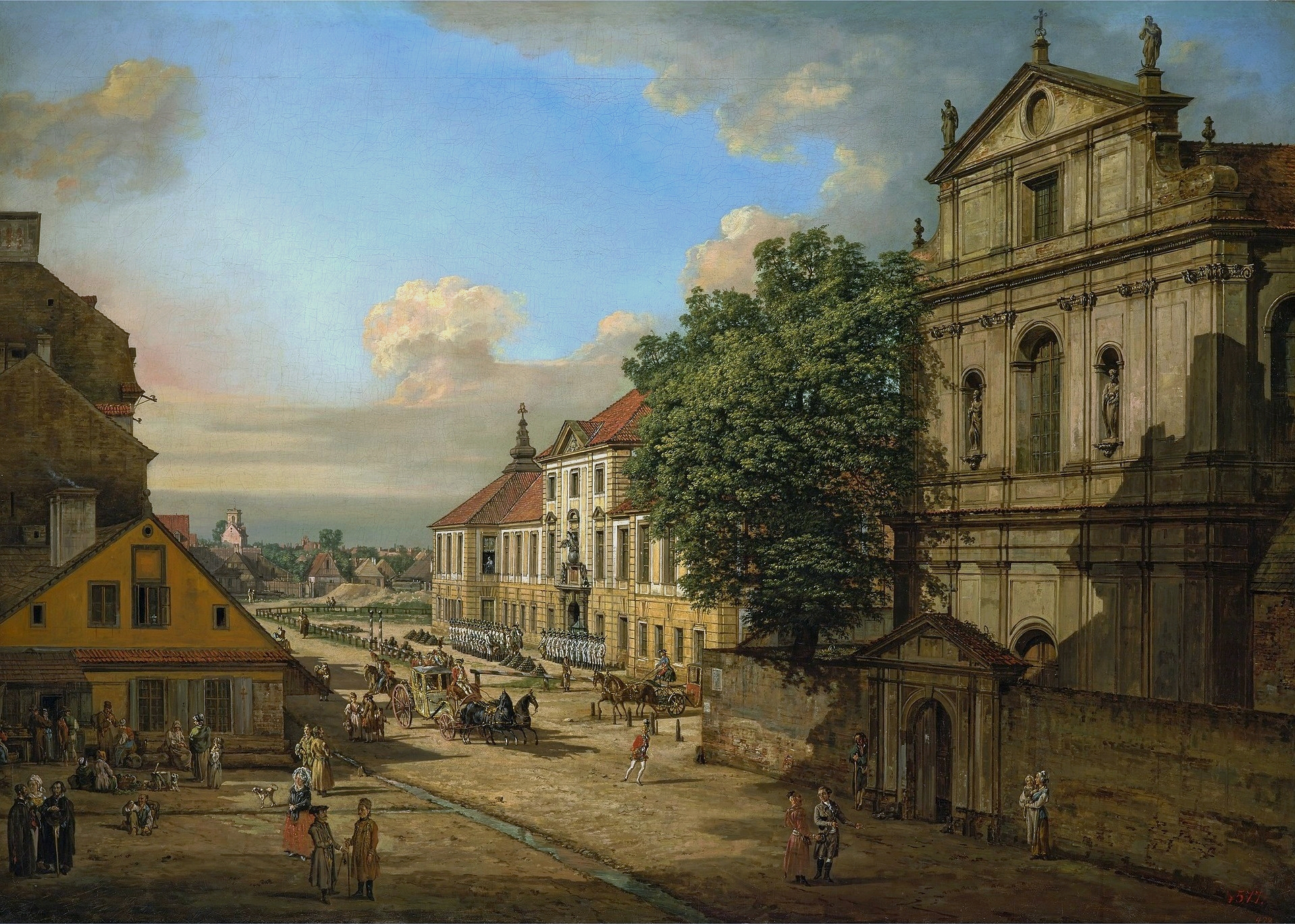
Nhà thờ Brygidki ở góc phố Nalewki, ở xa hơn là Warsaw Arsenal. Ở bên trái, phố Bielańska. Khoảng năm 1775.

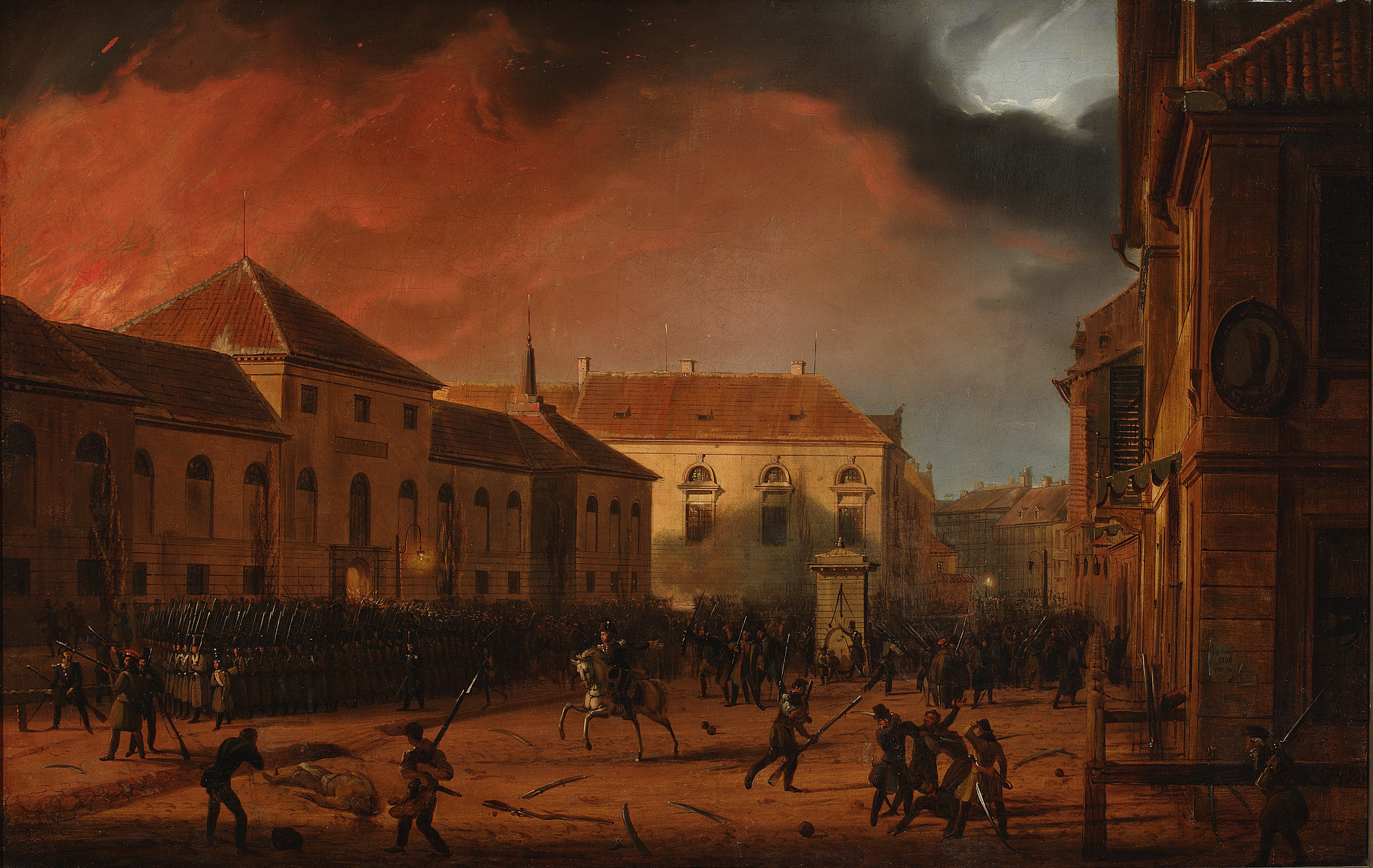
Hình ảnh Arsenal. Cuộc nổi dậy tháng 11 năm 1830.

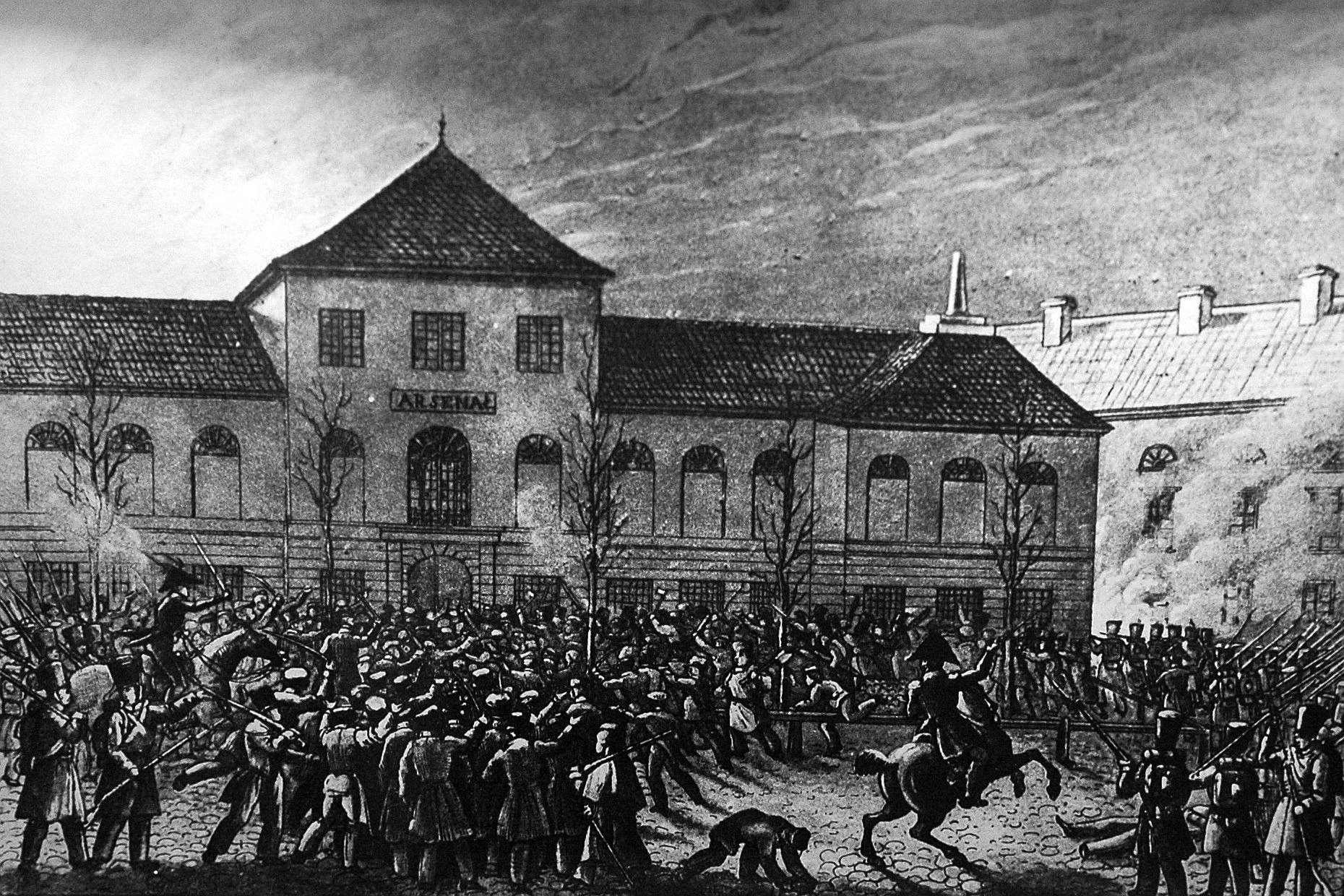
Bão tố của Warsaw Arsenal trong cuộc nổi dậy tháng 11

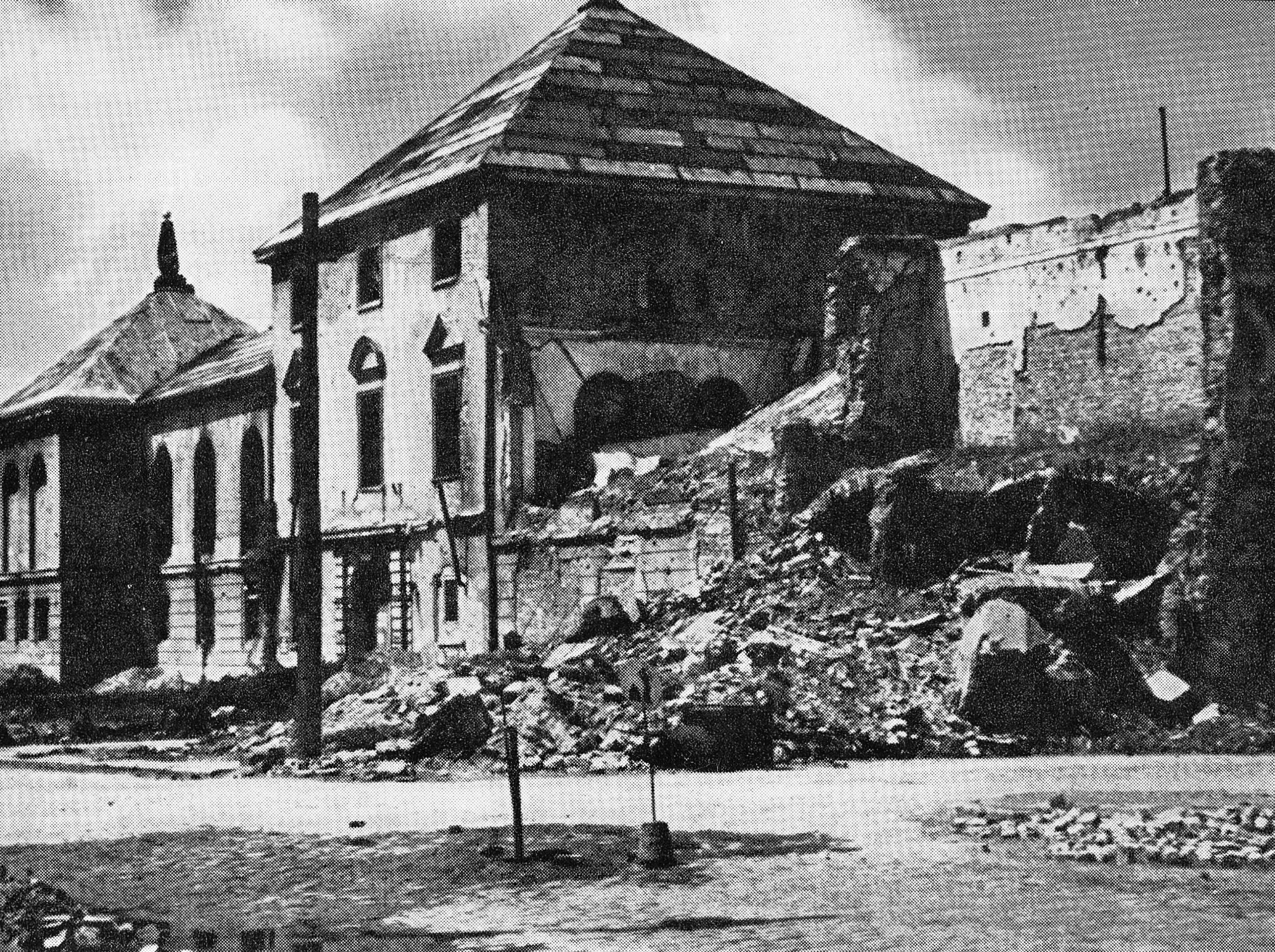
Warsaw Arsenal năm 1946

Công binh xưởng Hoàng gia ở Warszawa (tiếng Ba Lan: Arsenał Królewski w Warszawie) là một tòa nhà và là một kho vũ khí quân sự ở Warszawa, Ba Lan. Nó nằm ở phố Długa, gần khu phố cổ của Warszawa. Trong suốt các thời đại, tòa nhà phục vụ nhiều vai trò khác nhau. Nó chứng kiến cảnh chiến đấu dữ dội trong cuộc nổi dậy Warszawa năm 1794. Hiện tại nó là trụ sở của Bảo tàng Khảo cổ Quốc gia.

## Lịch sử
Tòa nhà được xây dựng vào giữa thế kỷ 16 theo lệnh của Vua Stefan Bigate, ban đầu đóng vai trò là nhà trọ của cựu chiến binh. Trong triều đại của vua Władysław IV của Ba Lan, từ năm 1638 đến 1643, tòa nhà đã được xây dựng lại hoàn toàn bởi Đại tướng Kỹ sư Paweł Grodzicki (người cũng được coi là kiến trúc sư chính) để phù hợp với nhu cầu của một kho vũ khí của thành phố (cekhauz). Nó hoàn thành với lối kiến trúc cổ điển và các bức tường của nó được làm dày để cho phép phòng thủ chống lại các cuộc tấn công trực tiếp. Kể từ đó, tòa nhà đóng vai trò là kho vũ khí chính của đồn trú thuộc khu vực Warszawa. Vào thế kỷ 18, nó đã được xây dựng lại hai lần, lần đầu tiên từ năm 1752 đến 1754 (bởi Jan Deybel và Joachim Rauch) và sau đó là giữa năm 1779 và 1782. Việc hiện đại hóa kho vũ khí sau này được thực hiện bởi Szymon Zug và Stanisław Zawadzki, cả hai đều là một trong những kiến trúc sư nổi tiếng nhất Ba Lan thời bấy giờ.
Trong cuộc nổi dậy ở Warszawa năm 1794, tòa nhà chứng kiến cảnh giao tranh dữ dội giữa Quân đội Ba Lan và thường dân, và các đơn vị Nga chiếm Warszawa. Bị hư hại trong các trận đánh, năm 1817, nó được xây dựng lại dưới sự lãnh đạo của Wilhelm Minter. Sau cuộc nổi dậy tháng 11, cho đến năm 1835, tòa nhà đang được xây dựng lại để trở thành một nhà tù Sa hoàng lớn. Tuy nhiên, cuối cùng chính quyền Nga đã quyết định xây dựng Thành cổ Warszawa khổng lồ và kho vũ khí sau đó được chuyển thành nơi giam giữ tạm thời các tội phạm thông thường, thay vì các tù nhân chính trị bị giam giữ trong tòa thành. Sau khi Ba Lan giành lại độc lập, tòa nhà tiếp tục phục vụ như một khu cảnh sát, nhưng đang rất cần được cải tạo. Giữa năm 1935 và 1938, trong nhiệm kỳ tổng thống của Stefan Starzyński, kho vũ khí lại một lần nữa được chuyển đổi sang mục đích khác, lần này là nơi cất giữ kho lưu trữ của thành phố. Các kiến trúc sư chính, Bruno Zborowski và Andrzej Wgrzecki, đã quyết định khôi phục phần lớn thiết kế bên ngoài của khu vực sân trong theo triển vọng ban đầu của thế kỷ 17.
Tòa nhà đã sống sót sau Chiến tranh phòng thủ Ba Lan năm 1939 và tiếp tục phục vụ vai trò trước chiến tranh trong thời Đức chiếm đóng Ba Lan. Vào mùa xuân năm 1943, trước mặt nó, tổ chức kháng chiến Szare Szeregi đã thực hiện một trong những hành động ngoạn mục nhất bằng cách giải phóng một số tù nhân chính trị bị Gestapo chuyển từ nhà tù này sang nhà tù khác. Hoạt động này được gọi là Chiến dịch Arsenal. Tòa nhà sau đó đã chứng kiến trận chiến dữ dội trong Khởi nghĩa Warszawa tồi tệ năm 1944 và là một trong những vị trí cố thủ của Ba Lan trong khu vực, bảo vệ khu vực Phố cổ Warszawa từ phía tây. Sau khi bắt đầu cuộc nổi dậy, kho vũ khí đã bị quân Đức phá hủy hoàn toàn, cùng với các tòa nhà xung quanh và lối đi của Simmons, một trong những trung tâm mua sắm sang trọng nhất trong thành phố liên chiến.
Năm 1948, người ta đã quyết định rằng kho vũ khí được xây dựng lại theo như dạng ban đầu. Hoàn thành công việc vào năm 1950, các công nhân đã xây dựng lại tòa nhà để trông giống với thế kỷ 17, dưới sự giám sát của Bruno Zborowski. Từ năm 1959, nó là trụ sở của Bảo tàng Khảo cổ Warszawa.